# Antífanes de Cios
Antífanes (en grec antic: Ἀντιφάνης, llatí: Antiphanes), fill d'Estèfan o de Demòfanes, va ser un dels més famosos poeta còmic atenès de la comèdia mitjana.
Segons la Suda va néixer a la 93a Olimpíada i va morir a la 112 i, per tant, devia viure de l'any 404 aC al 330 aC. Va morir als 74 anys, però com que Ateneu de Nàucratis reprodueix un fragment on esmenta al rei Seleuc i aquest no va ser rei fins a l'olimpíada 118, les dades de Suides podrien ser errònies o Ateneu es va equivocar al reproduir el fragment, que podria correspondre a Alexis de Turis, l'altre poeta principal de la comèdia mitjana, i no a Antífanes. Va néixer possiblement a Cios, a l'Hel·lespont, però també es diu que va néixer a Esmirna, a Rodes o potser Larisa, com a llocs alternatius, encara que semblen improbables. La seva activitat la va dur a terme a Atenes.
Va escriure gran quantitat d'obres, probablement entre 260 i 365, i es coneixen els títols de 130. Els fragments que es conserven mostren que Ateneu de Nàucratis tenia raó en elogiar-lo per l'elegància del seu llenguatge. Algunes obres que li són atribuïdes correspondrien de fet a d'altres com ara Alexis de Turis, Antifont, Apol·lòfanes d'Atenes, Antístenes de Rodes i Aristòfanes. Algunes de les seves obres eren sobre temes mitològics, altres sobre persones, caràcters, col·lectius, professionals i nacionals, i altres sobre afers de la vida privada. Va guanyar trenta premis literaris.